# Campionato europeo A di football americano Under-19 2022
Il campionato europeo A di football americano Under-19 2022 è stato la quindicesima edizione del campionato europeo di football americano per squadre nazionali maschili Under-19.

## Stadi
Distribuzione degli stadi del campionato europeo A di football americano Under-19 2022
| Vienna                        | Footballzentrum Ravelinstraße |
| Footballzentrum Ravelinstraße | Footballzentrum Ravelinstraße |
| 48°10′20.75″N 16°25′35.32″E   | Footballzentrum Ravelinstraße |
| Capacità:                     | Footballzentrum Ravelinstraße |
| Altitudine:                   | Footballzentrum Ravelinstraße |
|                               | Footballzentrum Ravelinstraße |

## Squadre partecipanti
| Pr. | Squadra   | Data di qualificazione | Qualificata in quanto                 | Ultima partecipazione |
| --- | --------- | ---------------------- | ------------------------------------- | --------------------- |
| 1   | Austria   | 29 luglio 2019         | Prima classificata all'Europeo 2019   | Italia 2019           |
| 2   | Svezia    | 29 luglio 2019         | Seconda classificata all'Europeo 2019 | Italia 2019           |
| 3   | Danimarca | 29 luglio 2019         | Terza classificata all'Europeo 2019   | Italia 2019           |
| 4   | Francia   | 29 luglio 2019         | Quarta classificata all'Europeo 2019  | Italia 2019           |

## Tabellone
|  | Semifinali | Semifinali | Semifinali |        |    | Finale               | Finale               | Finale               |  |
|  |            |            |            |        |    |                      |                      |                      |  |
|  | 1          | Austria    | 23         |        |    |                      |                      |                      |  |
|  | 1          | Austria    | 23         |        |    |                      |                      |                      |  |
|  | 4          | Danimarca  | 7          |        |    |                      |                      |                      |  |
|  | 4          | Danimarca  | 7          |        | 1  | Austria              | 13                   |                      |  |
|  |            |            |            |        | 1  | Austria              | 13                   |                      |  |
|  |            |            | 2          | Svezia | 10 |                      |                      |                      |  |
|  | 2          | Svezia     | 2          | Svezia | 10 | 31                   |                      |                      |  |
|  | 2          | Svezia     |            |        |    | 31                   |                      |                      |  |
|  | 3          | Francia    | 21         |        |    | Finale 3º - 4º posto | Finale 3º - 4º posto | Finale 3º - 4º posto |  |
|  | 3          | Francia    | 21         |        |    |                      |                      |                      |  |
|  |            |            |            |        |    |                      |                      |                      |  |
|  |            |            |            |        |    | 4                    | Danimarca            | 3                    |  |
|  |            |            |            |        |    | 4                    | Danimarca            | 3                    |  |
|  |            |            |            |        |    | 3                    | Francia              | 0                    |  |

## Risultati

### Semifinali
| Vienna 7 luglio 2022, ore 11:00 | Svezia | 31 – 21 (0-7 9-7 22-0 0-7) referto | Francia | Footballzentrum Ravelinstraße |

| Vienna 7 luglio 2022, ore 15:00 | Austria | 23 – 7 (0-0 16-0 0-0 7-7) referto | Danimarca | Footballzentrum Ravelinstraße |

### Finale 3º - 4º posto
| Vienna 10 luglio 2022, ore 11:00 | Francia | 0 – 3 (d.t.s.) (0-0 0-0 0-0 0-0 0-3) referto | Danimarca | Footballzentrum Ravelinstraße (100 spett.) |

### Finale
| Vienna 10 luglio 2022, ore 15:00 | Svezia | 10 – 13 (0-7 0-0 10-0 0-6) referto | Austria | Footballzentrum Ravelinstraße (1100 spett.) |

## Verdetti
| Campione d'Europa Under-19 2022 Austria (5º titolo) Francia retrocessa nel Campionato europeo B di football americano Under-19 2023. |

## Marcatori
| Giocatore        | Sq.       | TD rush | TD recv | TD int | TD p.ret | TD k.ret | TD oth | Xp1 | Xp2 | FG | Saf | Totale |
| ---------------- | --------- | ------- | ------- | ------ | -------- | -------- | ------ | --- | --- | -- | --- | ------ |
| Keimel           | Austria   | 1       | 2       | 0      | 0        | 0        | 0      | 0   | 0   | 0  | 0   | 18     |
| Lambert          | Svezia    | 2       | 0       | 0      | 0        | 0        | 0      | 0   | 1   | 0  | 0   | 12     |
| Lundberg         | Svezia    | 2       | 0       | 0      | 0        | 0        | 0      | 0   | 0   | 0  | 0   | 12     |
| Frick            | Svezia    | 0       | 0       | 0      | 0        | 0        | 0      | 4   | 0   | 1  | 0   | 7      |
| Bernsteiner      | Austria   | 1       | 0       | 0      | 0        | 0        | 0      | 0   | 0   | 0  | 0   | 6      |
| Collioud         | Francia   | 1       | 0       | 0      | 0        | 0        | 0      | 0   | 0   | 0  | 0   | 6      |
| Ebbe Brich       | Danimarca | 0       | 0       | 1      | 0        | 0        | 0      | 0   | 0   | 0  | 0   | 6      |
| Komeyli-Birjandi | Austria   | 1       | 0       | 0      | 0        | 0        | 0      | 0   | 0   | 0  | 0   | 6      |
| Langlais         | Svezia    | 0       | 1       | 0      | 0        | 0        | 0      | 0   | 0   | 0  | 0   | 6      |
| Lefebvre         | Francia   | 1       | 0       | 0      | 0        | 0        | 0      | 0   | 0   | 0  | 0   | 6      |
| Maxa             | Austria   | 0       | 0       | 0      | 0        | 0        | 0      | 3   | 0   | 1  | 0   | 6      |
| Vercaigne        | Francia   | 1       | 0       | 0      | 0        | 0        | 0      | 0   | 0   | 0  | 0   | 6      |
| Calov            | Danimarca | 0       | 0       | 0      | 0        | 0        | 0      | 1   | 0   | 1  | 0   | 4      |
| Cortey           | Francia   | 0       | 0       | 0      | 0        | 0        | 0      | 3   | 0   | 0  | 0   | 3      |

- Miglior marcatore: Keimel ( Austria), 18

## Passer rating
La classifica tiene in considerazione soltanto i quarterback con almeno 10 lanci effettuati.
| Giocatore  | Sq.       | G | Att | Comp | Int | Yds | TD | NFL   | NCAA   |
| ---------- | --------- | - | --- | ---- | --- | --- | -- | ----- | ------ |
| Lefebvre   | Francia   | 2 | 21  | 10   | 0   | 159 | 1  | 89,19 | 126,93 |
| Zaricin    | Austria   | 2 | 47  | 23   | 0   | 242 | 1  | 71,41 | 99,21  |
| Lambert    | Svezia    | 2 | 36  | 11   | 0   | 168 | 1  | 56,25 | 78,92  |
| Hegnelt    | Danimarca | 2 | 25  | 9    | 1   | 76  | 0  | 28,08 | 53,54  |
| Linnebjerg | Danimarca | 2 | 28  | 8    | 1   | 85  | 0  | 24,85 | 46,93  |
| Vercaigne  | Francia   | 1 | 5   | 2    | 0   | 24  | 0  |       |        |
| Maiacher   | Austria   | 1 | 4   | 1    | 1   | 10  | 0  |       |        |
| Eder       | Austria   | 1 | 1   | 1    | 0   | 67  | 1  |       |        |

- Miglior QB: Lefebvre ( Francia), 126,93